# Arbon Valley
Arbon Valley es un lugar designado por el censo ubicado en el condado de Power en el estado estadounidense de Idaho. En el Censo de 2010 tenía una población de 599 habitantes y una densidad poblacional de 6,78 personas por km².

## Geografía
Arbon Valley se encuentra ubicado en las coordenadas 42°53′16″N 112°35′22″O / 42.88778, -112.58944. Según la Oficina del Censo de los Estados Unidos, Arbon Valley tiene una superficie total de 88.32 km², de la cual 88.13 km² corresponden a tierra firme y (0.21%) 0.19 km² es agua.

## Demografía
Según el censo de 2010, había 599 personas residiendo en Arbon Valley. La densidad de población era de 6,78 hab./km². De los 599 habitantes, Arbon Valley estaba compuesto por el 85.81% blancos, el 0.5% eran afroamericanos, el 3.34% eran amerindios, el 1% eran asiáticos, el 0.17% eran isleños del Pacífico, el 5.34% eran de otras razas y el 3.84% pertenecían a dos o más razas. Del total de la población el 11.19% eran hispanos o latinos de cualquier raza.